# آوگوستو لگوئیا
آوگوستو لگوئیا (انگلیسی: Augusto B. Leguía؛ ۱۹ فوریهٔ ۱۸۶۳ – ۷ فوریهٔ ۱۹۳۲) یک سیاست‌مدار اهل پرو و از سپتامبر ۱۹۰۸ تا سپتامبر ۱۹۱۲ و دوباره از ژوئیه ۱۹۱۹ تا اوت ۱۹۳۰ رئیس‌جمهور این کشور بود. 